# Travis Matthews
Travis Matthews (Estados Unidos, 1975) é um cineasta e roteirista norte-americano.